# 科地区圣瓦勒里
科地区圣瓦勒里（法語：Saint-Valery-en-Caux，法語發音：[sɛ̃ valʁi ɑ̃ ko]），法国北部城市，诺曼底大区滨海塞纳省的一个市镇，隶属于迪耶普区，其市镇面积为10.47平方公里，2022年1月1日时人口数量为3,884人，在法国城市中排名第2,865位。
科地区圣瓦勒里位于滨海塞纳省北部，大西洋海滨，历史上为一处渔港，现代为一个区域性的中心城市，多条公路在此交汇。

## 地名来源
“科地区圣瓦勒里”一名来源尚存在争议。根据当地官方网站的论述，“Valery”一名出自人名“Vallery”，后者为一名来自奥弗涅地区的天主教道士，他曾在科地区海岸兴建了当地的首座修道院；而根据法国文学家让·阿迪加尔·德戈特里的论述，“Valery”一名可能出自日耳曼人名“Walaric”，其生平尚不清楚，但能确定的是该名称与现代法语人名“Valéry”没有关系。“-en-Caux”这一后缀自1801年起成为当地官方名称的一部分。
法国大革命期间，因原地名含有封建色彩，当地一度被更名为“勒佩勒捷港”（Port-le-Pelletier）。
因收录标准不同，Saint-Valery-en-Caux在部分汉语资料中被收录为“St-Valéry-en-Caux”并被译为圣瓦莱里-昂科，但该地名中“Valery”的“e”无尖音符，且发音也为[valʁi]，“Valéry”的写法是错误的。此外亦有部分中文资料将其译为圣瓦勒利。

## 历史

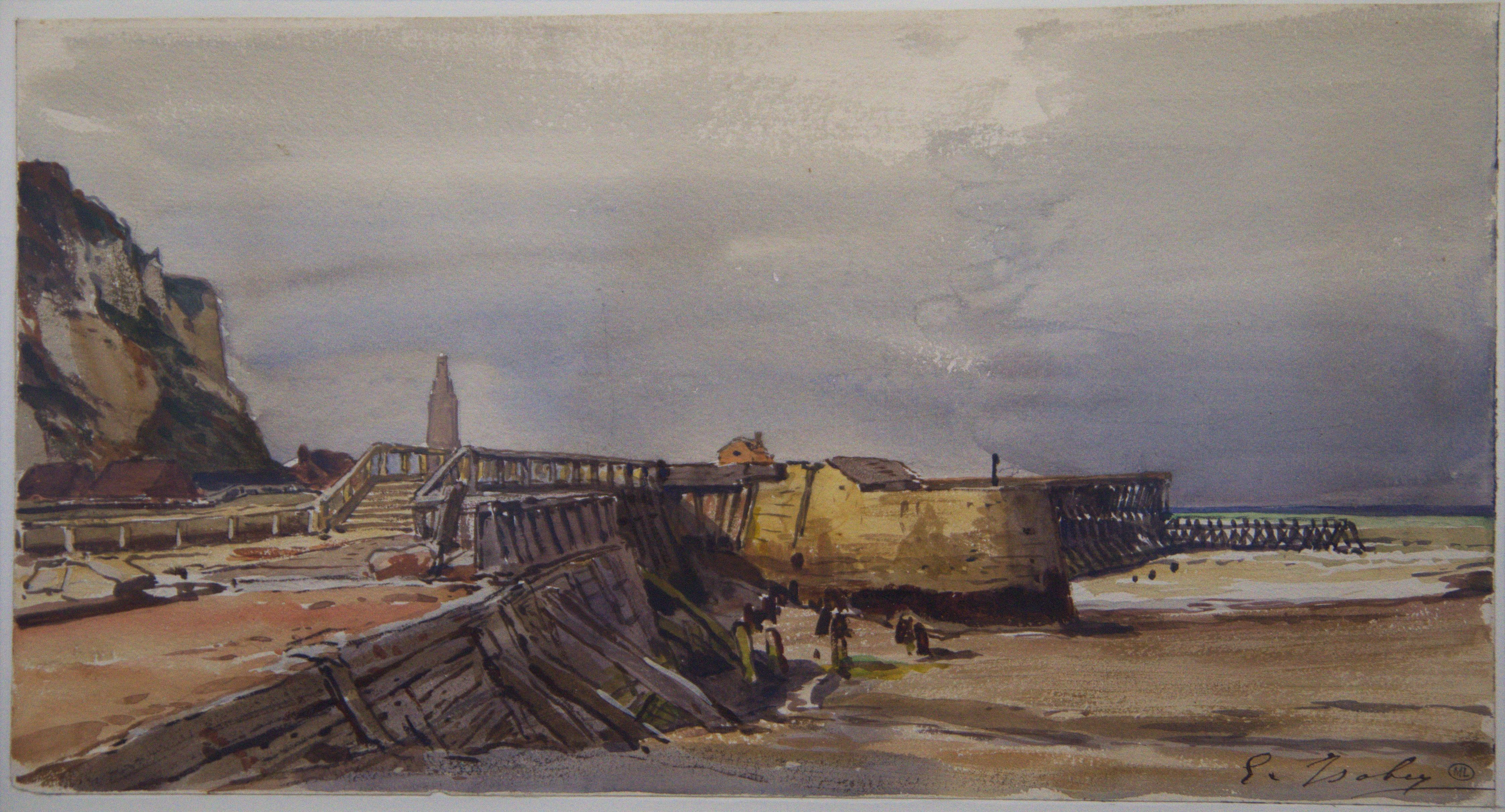
19世纪的圣瓦勒里（绘画）

根据当地官方网站的论述，科地区圣瓦勒里境内最初的聚落形成于古罗马时期。公元8世纪后，圣瓦勒里所处区域被诺曼人控制。公元990年，诺曼底公爵理查一世将圣瓦勒里赠予费康修道院。1209年，在修道院的批准下，圣瓦勒里被开辟为一处鲱鱼港口。中世纪末期，圣瓦勒里因战乱而疏于管理，致使其港口发生严重淤塞。1660年，在法兰西国王路易十五的资助下，圣瓦勒里港得以重新开放。法国大革命后，圣瓦勒里成为下塞纳省（1955年更名为“滨海塞纳省”）的一个市镇。拿破仑战争后期，科地区圣瓦勒里曾一度被英格兰海军占领。1882年，科地区圣瓦勒里灯塔建成。1940年6月，科地区圣瓦勒里遭遇纳粹德军的空袭，当地城市遭到严重破坏，驻扎于此的联军被迫紧急转移。二战结束后，美国军队曾在科地区圣瓦勒里建立了香烟营地，以接纳待转运回国的美国士兵，该营地于1946年拆除。

## 地理

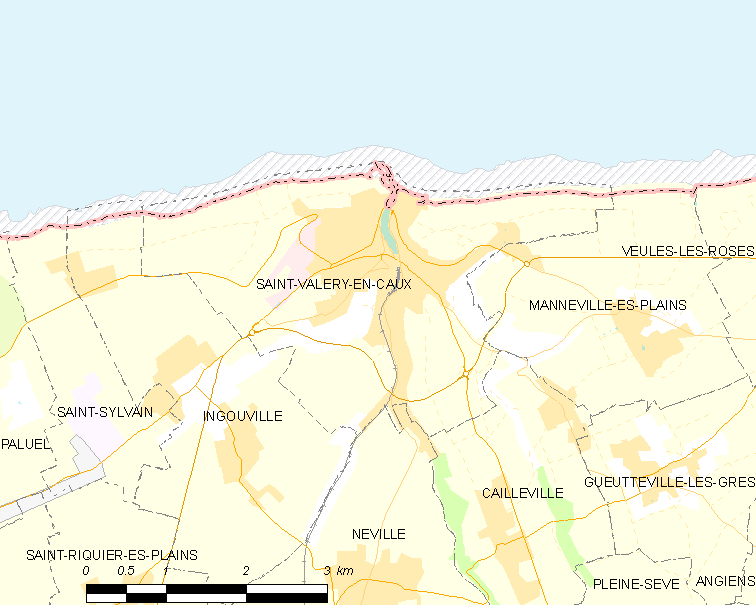
科地区圣瓦勒里市镇范围地图

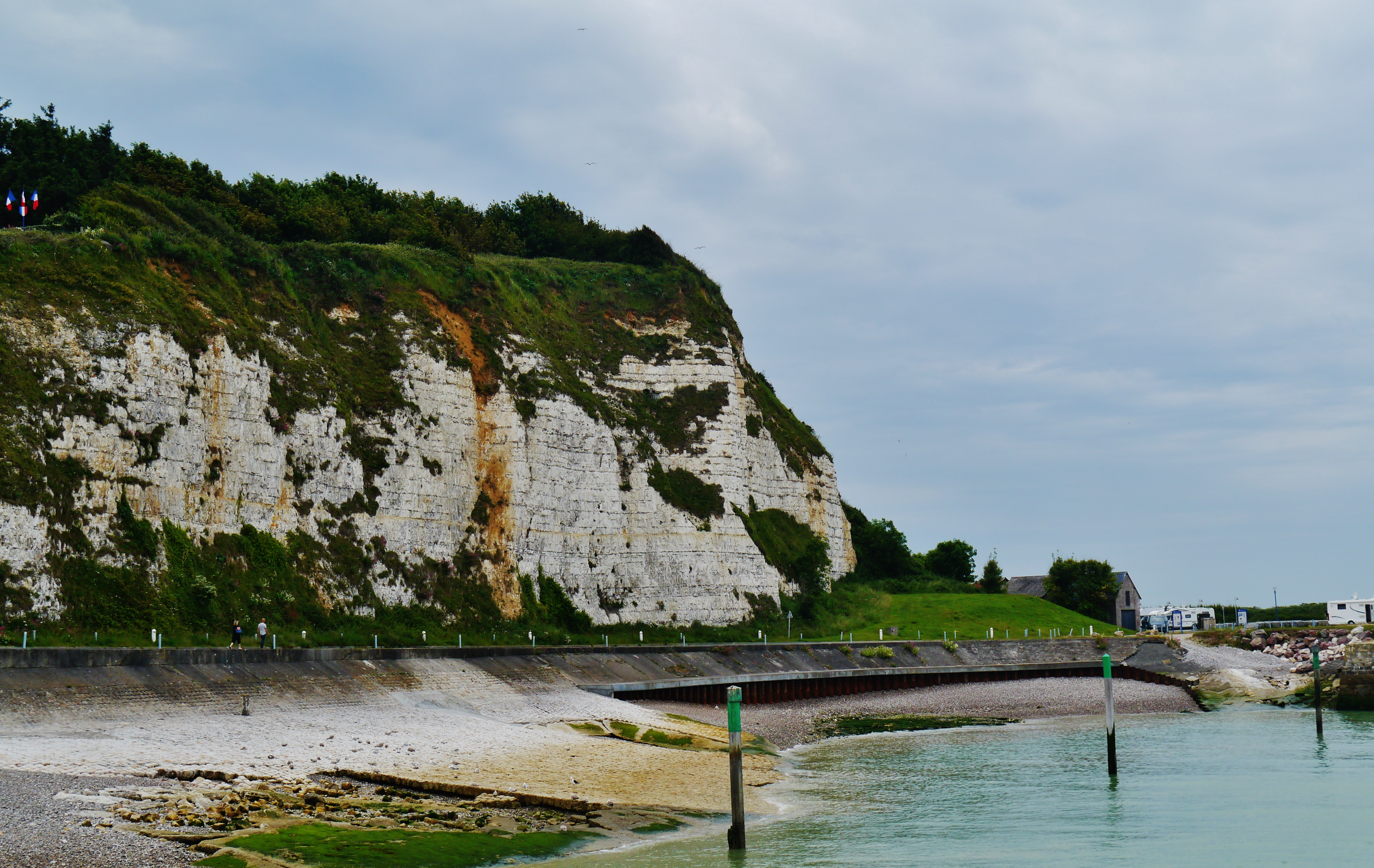
科地区圣瓦勒里附近的一处海岸悬崖

科地区圣瓦勒里位于法国北部，诺曼底大区东北部和滨海塞纳省北部，距离省会鲁昂大约60公里。与科地区圣瓦勒里接壤的市镇包括：安古维尔、马讷维尔埃斯普兰、内维尔和卡耶维尔。

### 地形
科地区圣瓦勒里位于科地区北侧沿海区域，该区域多白垩悬崖，科地区圣瓦勒里市镇中心位于一处海岸内侧浅丘地带，其全境海拔在0到80米之间。

### 水文
科地区圣瓦勒里镇中心位于一处峡湾两侧，其市镇范围内无大型天然地表径流分布。

### 植被
科地区圣瓦勒里属于温带阔叶混交林区，林地广泛分布于市镇范围内的坡地地区。
在鲜花城市的评比中，科地区圣瓦勒里被评为3星级鲜花城市。

### 气候
科地区圣瓦勒里在柯本气候分类法中属于温带海洋性气候（Cfb）<。
距离科地区圣瓦勒里最近的常年气象站位于迪耶普境内，以下为该气象站的数据（其中日照数据取自鲁昂）：
| 迪耶普 1981年－2019年 | 迪耶普 1981年－2019年 | 迪耶普 1981年－2019年 | 迪耶普 1981年－2019年 | 迪耶普 1981年－2019年 | 迪耶普 1981年－2019年 | 迪耶普 1981年－2019年 | 迪耶普 1981年－2019年 | 迪耶普 1981年－2019年 | 迪耶普 1981年－2019年 | 迪耶普 1981年－2019年 | 迪耶普 1981年－2019年 | 迪耶普 1981年－2019年 | 迪耶普 1981年－2019年 |
| 月份                  | 1月                   | 2月                   | 3月                   | 4月                   | 5月                   | 6月                   | 7月                   | 8月                   | 9月                   | 10月                  | 11月                  | 12月                  | 全年                  |
| --------------------- | --------------------- | --------------------- | --------------------- | --------------------- | --------------------- | --------------------- | --------------------- | --------------------- | --------------------- | --------------------- | --------------------- | --------------------- | --------------------- |
| 历史最高温 °C（°F）   | 16.4 (61.5)           | 19.4 (66.9)           | 23.8 (74.8)           | 27.6 (81.7)           | 32.4 (90.3)           | 35.4 (95.7)           | 40.1 (104.2)          | 36.1 (97.0)           | 32.7 (90.9)           | 27.4 (81.3)           | 21 (70)               | 16.9 (62.4)           | 40.1 (104.2)          |
| 平均高温 °C（°F）     | 7.5 (45.5)            | 7.9 (46.2)            | 10.3 (50.5)           | 12.3 (54.1)           | 15.4 (59.7)           | 17.9 (64.2)           | 20.1 (68.2)           | 20.7 (69.3)           | 18.9 (66.0)           | 15.6 (60.1)           | 11.1 (52.0)           | 7.9 (46.2)            | 13.8 (56.8)           |
| 日均气温 °C（°F）     | 5.2 (41.4)            | 5.2 (41.4)            | 7.4 (45.3)            | 9.1 (48.4)            | 12.2 (54.0)           | 14.9 (58.8)           | 17 (63)               | 17.4 (63.3)           | 15.4 (59.7)           | 12.5 (54.5)           | 8.5 (47.3)            | 5.6 (42.1)            | 10.9 (51.6)           |
| 平均低温 °C（°F）     | 2.8 (37.0)            | 2.6 (36.7)            | 4.5 (40.1)            | 5.8 (42.4)            | 9 (48)                | 11.8 (53.2)           | 13.9 (57.0)           | 14 (57)               | 11.9 (53.4)           | 9.4 (48.9)            | 6 (43)                | 3.4 (38.1)            | 7.9 (46.2)            |
| 历史最低温 °C（°F）   | −16.4 (2.5)           | −16.6 (2.1)           | −9.4 (15.1)           | −3 (27)               | 0 (32)                | 1.8 (35.2)            | 5.8 (42.4)            | 4.6 (40.3)            | 1.2 (34.2)            | −3.3 (26.1)           | −8 (18)               | −11 (12)              | −16.6 (2.1)           |
| 平均降水量 mm（）     | 65.8 (2.59)           | 51.5 (2.03)           | 56.7 (2.23)           | 56.6 (2.23)           | 60.6 (2.39)           | 58.6 (2.31)           | 54.7 (2.15)           | 57 (2.2)              | 69.9 (2.75)           | 89.8 (3.54)           | 89.2 (3.51)           | 87.8 (3.46)           | 798.2 (31.43)         |
| 月均日照時數          | 58.6                  | 74.5                  | 117.4                 | 158                   | 182.8                 | 202.2                 | 199.2                 | 191.8                 | 156.1                 | 107.8                 | 60                    | 49.2                  | 1,557.6               |
| 来源：infoclimat.fr   |                       |                       |                       |                       |                       |                       |                       |                       |                       |                       |                       |                       |                       |

## 行政区划
科地区圣瓦勒里的市镇编号为76655，邮政编号为76460。
在行政管理方面，科地区圣瓦勒里隶属于法国诺曼底大区滨海塞纳省迪耶普区；在地方选举方面，科地区圣瓦勒里是科地区圣瓦勒里县的中央投票站所在地，其市镇范围全境被划入滨海塞纳省第十选区；在社会管理方面，科地区圣瓦勒里是雪白海岸市镇公共社区的组成部分。
截至2023年7月，科地区圣瓦勒里市镇范围内暂无任何城市敏感街区及城市政策优先街区。
法国国家统计与经济研究所（简称）在进行数据统计时，将科地区圣瓦勒里单独设为科地区圣瓦勒里城市核心区（Unité urbaine de Saint-Valery-en-Caux）及科地区圣瓦勒里城市区（Aire urbaine de Saint-Valery-en-Caux）。自2020年起，科地区圣瓦勒里城市区被包含17个市镇的科地区圣瓦勒里城市辐射区代替。此外，还将科地区圣瓦勒里市镇整体看作一个“块区”（IRIS），以便于统计人口分布情况。

## 交通

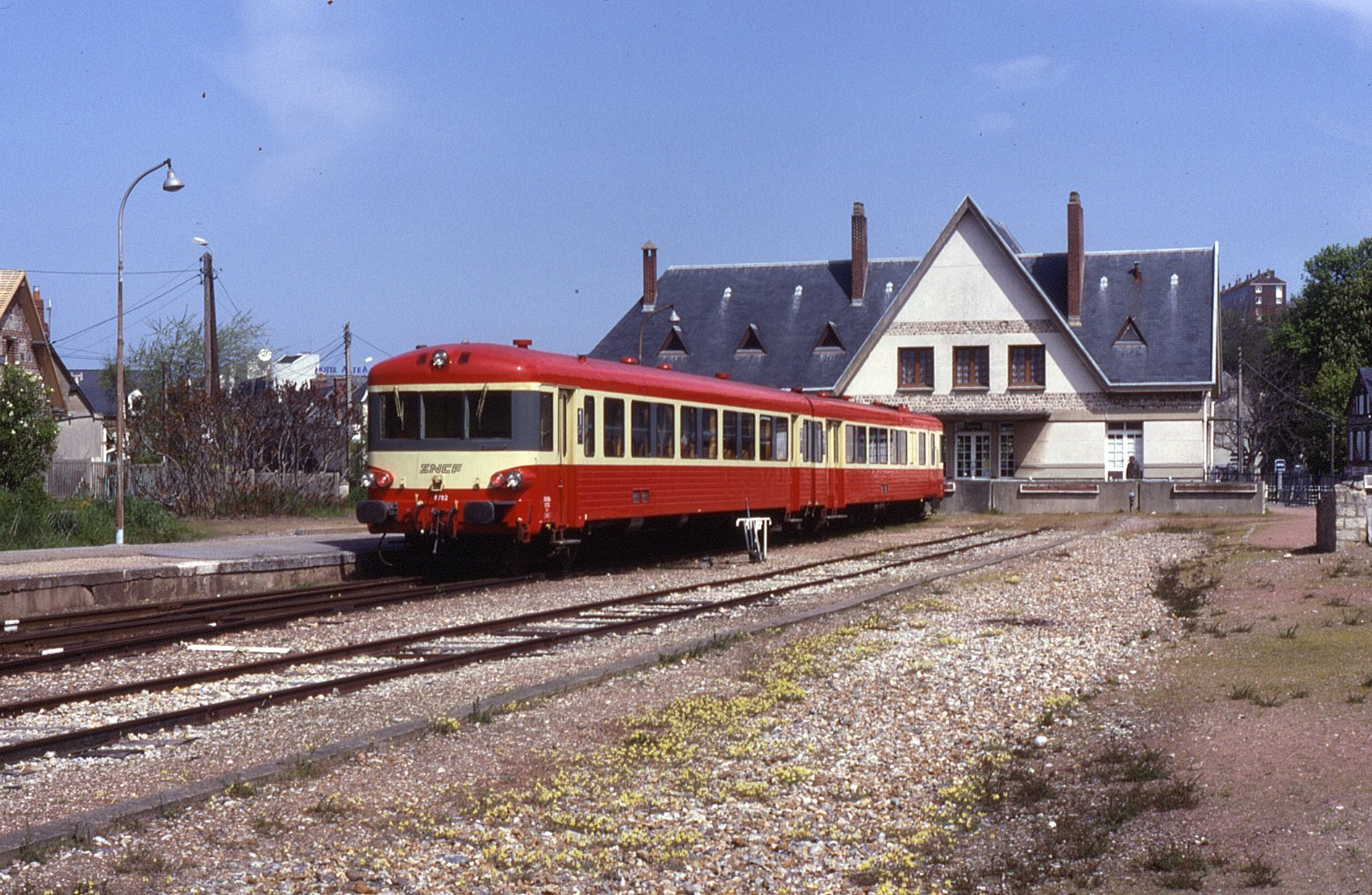
停运前的科地区圣瓦勒里火车站（1992年）

### 公路
滨海塞纳省省道D53线、D20线、D79线和D925线在科地区圣瓦勒里境内交汇。诺曼底大区下属的城际客运提供巴士线路，可前往迪耶普、伊沃托和费康三个方向。
| 9 | 27 |

| 鲁昂 | 63 |

| 迪耶普 | 33 |

| 卡尼-巴维尔 | 13 |

2020年，50.7%的科地区圣瓦勒里家庭拥有至少一辆私人汽车。2021年，科地区圣瓦勒里境内共发生各类交通事故1起，造成1人受伤，其中1人重伤。

### 铁路
科地区圣瓦勒里位于莫特维尔－科地区圣瓦勒里铁路的终点，该铁路于1994年停运。
距离科地区圣瓦勒里最近的运营中的客运铁路车站为29公里外的莫特维尔站，该站停靠往返于鲁昂和勒阿弗尔一线的区域列车。

### 航空
距离科地区圣瓦勒里最近的民用航空站为71公里外的勒阿弗尔机场。

### 城市公共交通
截至2023年7月，科地区圣瓦勒里暂无城市公共交通系统。当地政府筹划运营一个含有两条线路的城市公共交通路网（商业名称为）。

## 政治

### 市政内阁

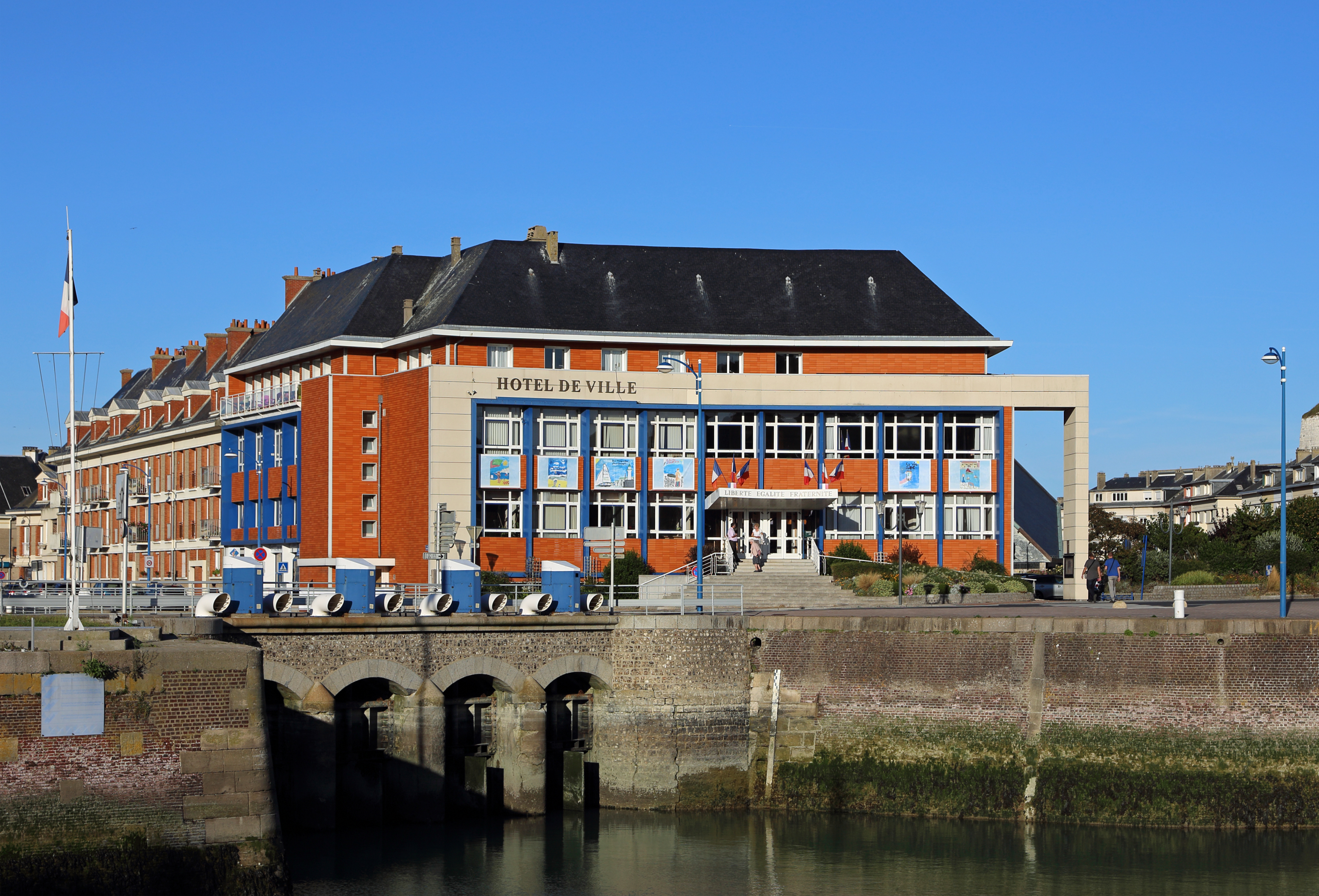
科地区圣瓦勒里市政厅

科地区圣瓦勒里的现任市长为让-弗朗索瓦·乌夫里先生（Jean-François OUVRY），他是一名右翼无党派人士，在2020年的市政选举中获得了51.75%的支持率。
| 科地区圣瓦勒里历届市长 | 科地区圣瓦勒里历届市长                 | 科地区圣瓦勒里历届市长                                    |
| 任期                   | 市长                                   | 党派                                                      |
| ---------------------- | -------------------------------------- | --------------------------------------------------------- |
| （1959年以前资料暂缺） |                                        |                                                           |
| 1959年－2001年         | Jacques COUTURE 雅克·库蒂尔            | RI独立激进党 →UDF法国民主联盟 →PR法国共和人党 →DL民主自由 |
| 2001年－2014年         | Gérard MAUGER 热拉尔·莫热              | DVD右翼无党派人士                                         |
| 2014年－2020年         | Dominique CHAUVEL 多米尼克·绍韦尔      | PS社会党 →DVG左翼无党派人士                               |
| 2020年－               | Jean-François OUVRY 让-弗朗索瓦·乌夫里 | DVD右翼无党派人士                                         |

### 各级选举
| 科地区圣瓦勒里历届投票选举结果 | 科地区圣瓦勒里历届投票选举结果 | 科地区圣瓦勒里历届投票选举结果 | 科地区圣瓦勒里历届投票选举结果 | 科地区圣瓦勒里历届投票选举结果 | 科地区圣瓦勒里历届投票选举结果 | 科地区圣瓦勒里历届投票选举结果 | 科地区圣瓦勒里历届投票选举结果 | 科地区圣瓦勒里历届投票选举结果 | 科地区圣瓦勒里历届投票选举结果 |
| 选举项目                       | 选举范围                       | 选区单位                       | 选区单位内的选举结果           | 选区单位内的选举结果           | 选区单位内的选举结果           | 选区单位内的选举结果           | 选区单位内的选举结果           | 选区单位内的选举结果           | 参考资料                       |
| 选举项目                       | 选举范围                       | 选区单位                       | 第一轮胜出者                   | 第一轮胜出者                   | 支持率                         | 第二轮胜出者                   | 第二轮胜出者                   | 支持率                         | 参考资料                       |
| ------------------------------ | ------------------------------ | ------------------------------ | ------------------------------ | ------------------------------ | ------------------------------ | ------------------------------ | ------------------------------ | ------------------------------ | ------------------------------ |
| 2017年法國總統選舉             | 法國                           | 市镇                           |                                | 埃马纽埃尔·马克龙              | 22.59%                         |                                | 埃马纽埃尔·马克龙              | 62%                            | [ 24 ]                         |
| 2017年法国立法选举             | 滨海塞纳省第十选区             | 市镇                           |                                | 格扎维埃·巴蒂                  | 33.5%                          |                                | 格扎维埃·巴蒂                  | 67.61%                         | [ 24 ]                         |
| 2019年欧洲议会选举             | 法國                           | 市镇                           |                                | 若尔当·巴尔代拉                | 24.93%                         | （不适用）                     | （不适用）                     | （不适用）                     | [ 26 ]                         |
| 2021年法国省级选举             | 滨海塞纳省                     | 县                             |                                | 热罗姆·勒勒 塞西尔·西诺-帕特里 | 42.88%                         |                                | 热罗姆·勒勒 塞西尔·西诺-帕特里 | 60.13%                         | [ 27 ]                         |
| 2021年法国省级选举             | 滨海塞纳省                     | 市镇                           |                                | 热罗姆·勒勒 塞西尔·西诺-帕特里 | 48.49%                         |                                | 热罗姆·勒勒 塞西尔·西诺-帕特里 | 65.42%                         | [ 27 ]                         |
| 2021年法国大区选举             |                                | 市镇                           |                                | 埃尔韦·莫兰                    | 40.45%                         |                                | 埃尔韦·莫兰                    | 53.64%                         | [ 28 ]                         |
| 2022年法国总统选举             | 法國                           | 市镇                           |                                | 埃马纽埃尔·马克龙              | 30.51%                         |                                | 埃马纽埃尔·马克龙              | 55.7%                          | [ 24 ]                         |
| 2022年法国立法选举             | 滨海塞纳省第十选区             | 市镇                           |                                | 格扎维埃·巴蒂                  | 36.42%                         |                                | 格扎维埃·巴蒂                  | 59.59%                         | [ 24 ]                         |
| 2024年欧洲议会选举             | 法國                           | 市镇                           |                                | 若尔丹·巴尔代拉                | 37.07%                         | （不适用）                     | （不适用）                     | （不适用）                     | [ 24 ]                         |

## 人口
2021年，科地区圣瓦勒里市镇人口数量为3,915，在法国排名第2,865位。其中男性1,852人，女性2,054人，75岁及以上人口占11.9%，外籍人口数量为52人，人口密度为374人/平方公里，当地居民被称为（男性）或（女性）。2022年，科地区圣瓦勒里境内出生31人，死亡人口82人。
| 科地区圣瓦勒里1901年－2020年人口变化情况 |
|                                          |
| 数据来源：Cassini、INSEE                 |

## 经济
科地区圣瓦勒里是一个区域性的中心城市。截至2023年7月，科地区圣瓦勒里市镇范围内共有各类用人单位（包含自雇）544家，平均历史为17年，其中99.67%为中小型企业（PME），2023年5月至7月间，当地的经济活力指数为0。（博彩）、（酒店）及（技术研究）是当地2022年营业额最高的三个企业，分别为1,768,842欧元、1,637,617欧元和1,333,745欧元。

## 财政与居民收入
2021年，科地区圣瓦勒里的财政收入总额为5,543,020欧元，财政支出总额为5,255,890欧元，当年的债务总额为2,112,440欧元。 2021年，科地区圣瓦勒里市镇通过增值税获得162,510欧元的收入，此外当地还共获得了602,040欧元的国家直接财政补助。
| 科地区圣瓦勒里居民收入情况                       | 科地区圣瓦勒里居民收入情况 | 科地区圣瓦勒里居民收入情况 | 科地区圣瓦勒里居民收入情况 |
| 内容                                             | 科地区圣瓦勒里             | 法国                       | 统计年份                   |
| ------------------------------------------------ | -------------------------- | -------------------------- | -------------------------- |
| 征税家庭总数                                     | 1,878                      | 1,081（法国市镇平均）      | 2022年                     |
| 居民平均月收入                                   | 2,102欧元                  | 2,435欧元                  | 2022年                     |
| 高级职员人均月收入                               | 4,327欧元                  | 4,331欧元                  | 2021年                     |
| 中级职员人均月收入                               | 2,216欧元                  | 2,470欧元                  | 2021年                     |
| 普通职员人均月收入                               | 1,573欧元                  | 1,801欧元                  | 2021年                     |
| 贫困率                                           | 17%                        | 14.5%                      | 2020年                     |
| 青壮年（15至64岁）失业率                         | 17.5%                      | 7.4%                       | 2020年                     |
| 征税家庭数量占比                                 | 39.8%                      | 45.5%                      | 2020年                     |
| 家庭年均纳税                                     | 2,727欧元                  | 4,393欧元                  | 2022年                     |
| 资料来源：INSEE、L'Internaute、Le Journal du Net |                            |                            |                            |

## 社会事务

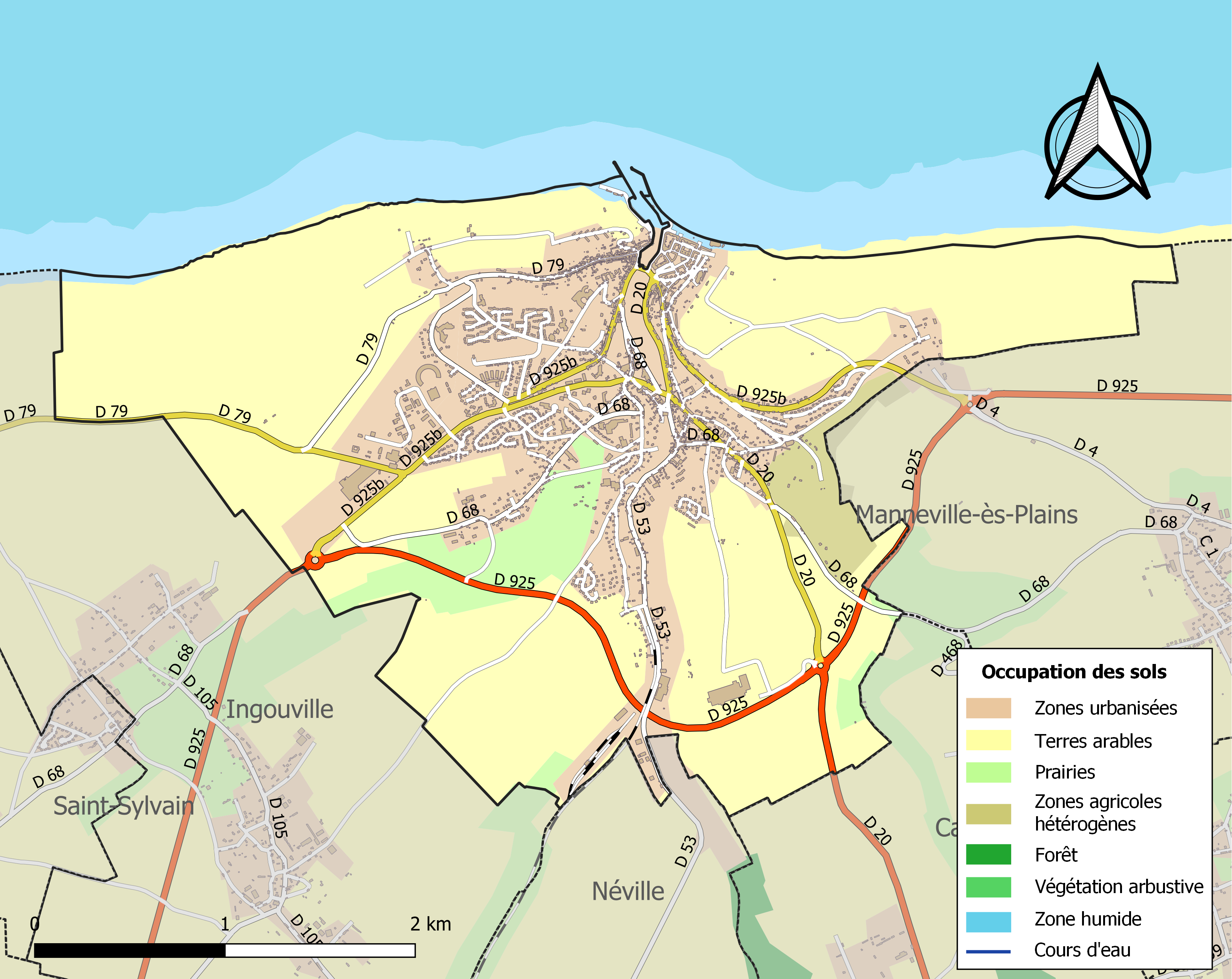
科地区圣瓦勒里土地利用情况地图

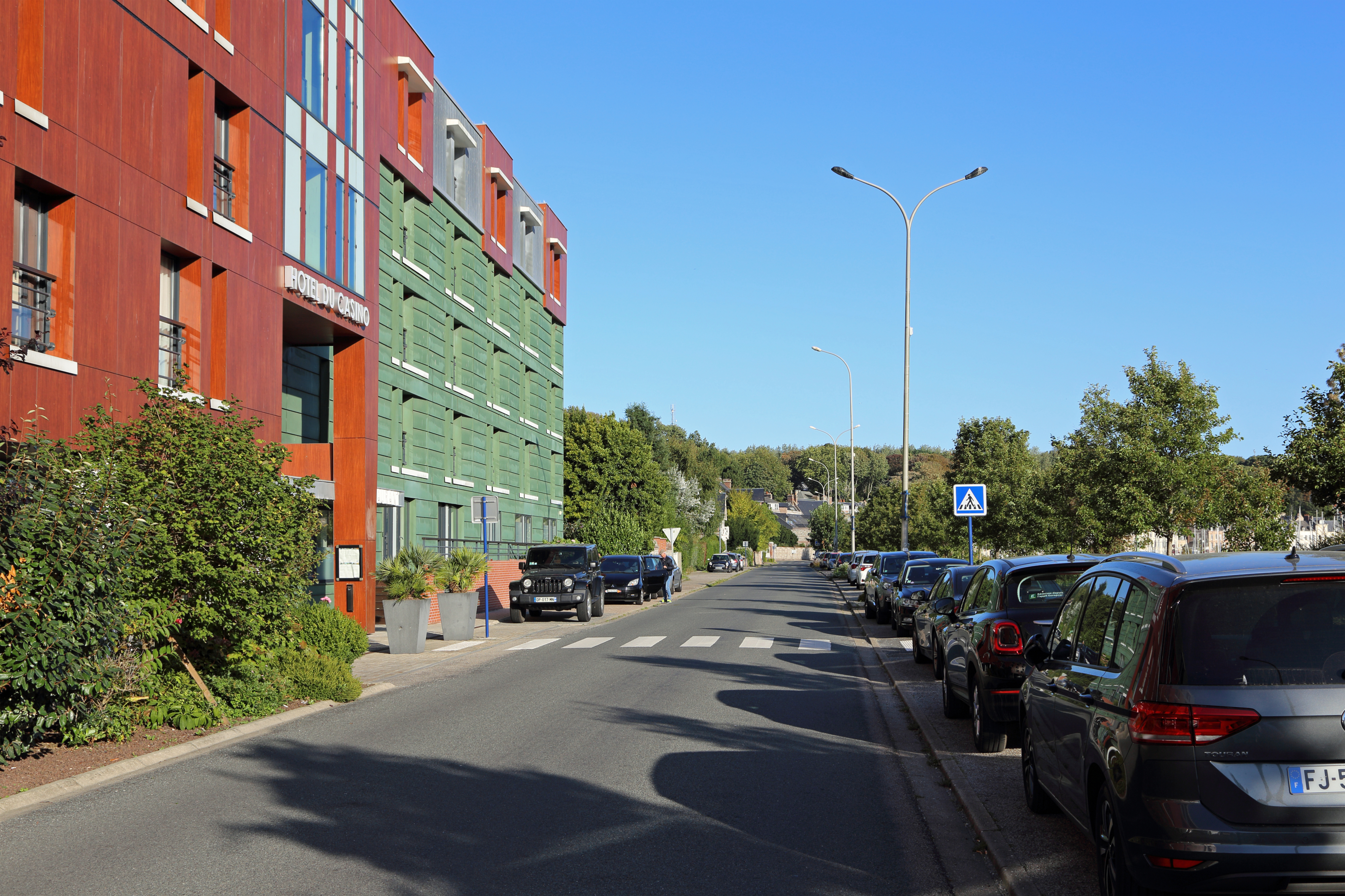
克莱蒙梭大街

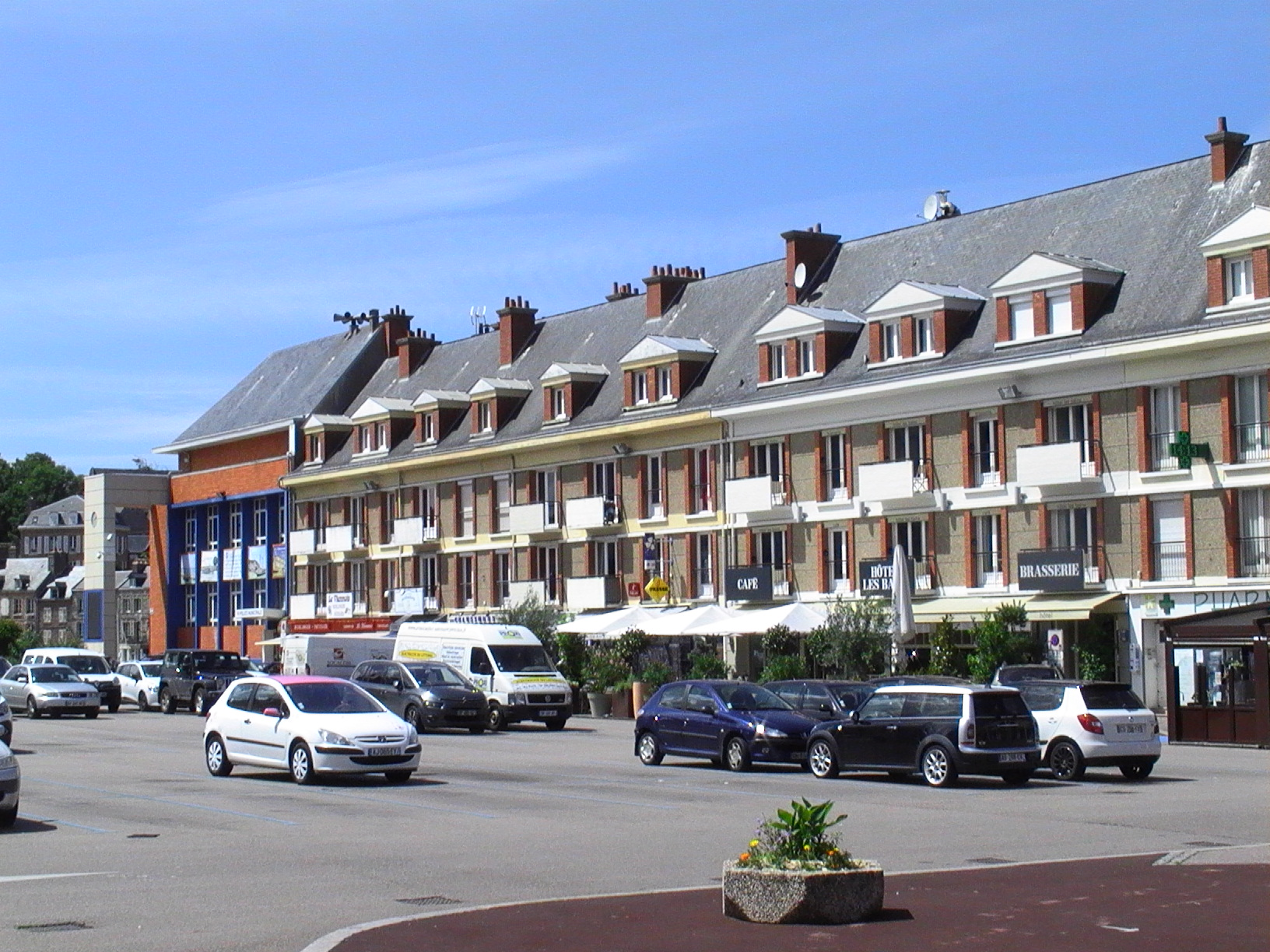
镇中心民居

### 教育
科地区圣瓦勒里属于诺曼底学区。截至2021年1月1日，科地区圣瓦勒里境内共有2所幼儿园、3所小学、1所初级中学、1所普通高中和1所农业高中。2022至2023学年度，科地区圣瓦勒里境内共有在校中等教育阶段学生1,064名。

### 医疗
截至2021年1月1日，科地区圣瓦勒里境内共有全科医生7名、保健师5名、牙医1名、护士9名和助产士1名。境内共有药房2家、残疾人帮扶中心2家。
科地区圣瓦勒里中心医院，又名“勒格朗拉尔日中心医院”（Centre Hospitalier du Grand Large），是法国的一个区域性医疗机构，其主病区位于科地区圣瓦勒里市区西侧，设有床位187个，是当地规模最大的公立综合性医院。

### 住房
2020年，科地区圣瓦勒里境内共有各类住房2,990套，其中53.2%为独立式住宅，46.0%为集中式住宅。常住房屋占科地区圣瓦勒里市镇范围内居民建筑总量的63.9%。
在住房保障政策方面，2021年，科地区圣瓦勒里境内共有530户家庭获得了住房经济补助，受益人数占总人口数量的13.6%，其中524份为房租补助。

### 商业
2021年，科地区圣瓦勒里境内共有各类实体商铺108家，其中餐厅24家、大型超市3家、杂货店2家、面包房6家、肉铺4家、书店3家、装饰品店2家、银行门店5家、美容美发店7家、汽车维修店4家。市区西部建有E.Leclerc及Aldi购物超市。

### 体育
2021年，科地区圣瓦勒里境内共有1家游泳池、4间体育馆、1座综合体育场、10处网球场以及3处足球或橄榄球场。
截至2024年6月，圣瓦勒里足球体育俱乐部（Stade Valériquais Football Club，编号501407）是科地区圣瓦勒里境内唯一的一家注册足球俱乐部，该足球队成立于1891年，其主队2024至2025赛季参加滨海塞纳省足球联赛乙组（法国第十级别），其主场为乔治·戈拉尔球场（Stade Georges Gaulard）。

### 环境
科地区圣瓦勒里的环境事务由其所属的雪白海岸市镇公共社区联合各级政府协调负责。2021年，科地区圣瓦勒里境内暂无污染企业。

### 治安
2021年，科地区圣瓦勒里市镇范围内有1处宪兵队。
科地区圣瓦勒里及其附近的共122个市镇是费康费康国家宪兵队（zone gendarmerie de Fécamp）的管辖范围。2020年，该宪兵队累计记录各类案件1,450起，其中盗窃类案件754起，经济类案件251起，毒品交易类案件59起。

## 文化

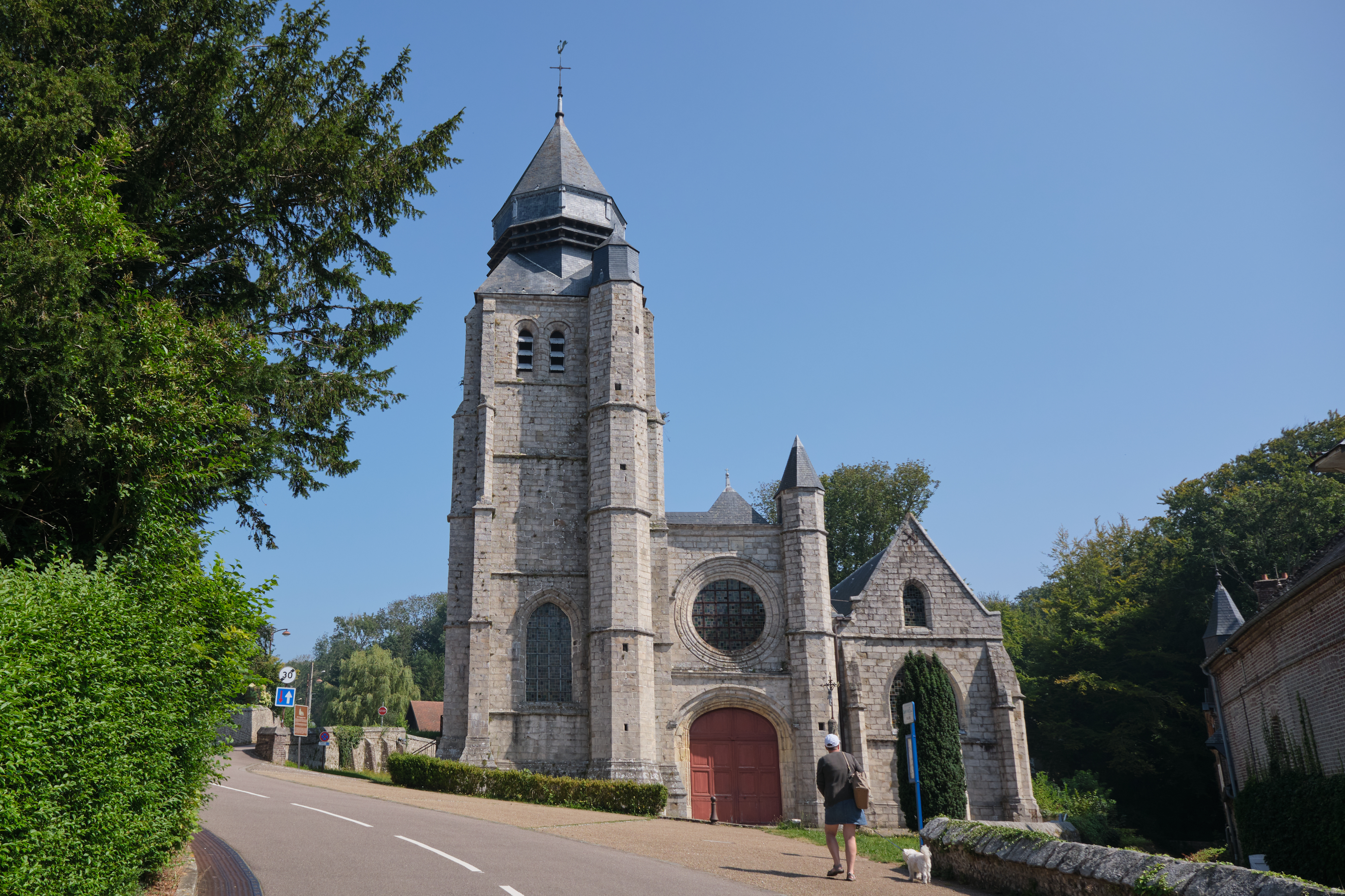
圣母教堂

2021年，科地区圣瓦勒里境内共有1家剧场、1家电影院和2家音乐厅。科地区圣瓦勒里境内建有多媒体中心，每周二至六向公众开放。

### 建筑
科地区圣瓦勒里境内有多处历史建筑，其中圣母教堂、神学院等为法国国家文物保护单位。

### 旅游
科地区圣瓦勒里的旅游事务由其所属的雪白海岸市镇公共社区负责。2022年，科地区圣瓦勒里境内共有8家酒店共计154间房间；另有1个露营地，可容纳共167辆露营车。

### 媒体
法国主要的媒体均可在科地区圣瓦勒里接收，法国电视三台下属的诺曼底大区频道在部分时段播出科地区圣瓦勒里所在滨海塞纳省的地方新闻。《巴黎-诺曼底报》、《科地区邮报》、蓝色法兰西鲁昂诺曼底广播等是当地主要的地方性媒体。

## 相关人物
法国画家雅克-弗朗索瓦·奥沙尔、将军勒内·科尼和柔道运动员法比安·卡尼出生于科地区圣瓦勒里。

## 友好城市
截至2024年6月，科地区圣瓦勒里共与两座城市建立了友好城市关系：
- 苏格兰 因弗内斯
- 德国 布伦茨河畔松特海姆